# USS LST-934
O USS LST-934 foi um navio de guerra norte-americano da classe LST que operou durante a Segunda Guerra Mundial.